# Daniel Cormier
Daniel Ryan Cormier (Lafayette, 20 maart 1979) is een voormalig Amerikaans MMA-vechter. Hij was van mei 2015 tot en met december 2018 wereldkampioen lichtzwaargewicht (tot 93 kilo) en van juli 2018 tot augustus 2019 - deels tegelijktijdig - wereldkampioen zwaargewicht (93+ kilo) bij de UFC. Hij was daarmee de tweede MMA-vechter ooit met UFC-titels in meerdere gewichtsklassen tegelijkertijd, na Conor McGregor.

## Carrière
Cormier is van oorsprong een worstelaar. In die discipline verloor hij op de Olympische Zomerspelen 2004 een wedstrijd om de bronzen medaille en won hij brons op het wereldkampioenschap worstelen 2007. Hij debuteerde in september 2009 in MMA, tijdens een evenement van Strikeforce. Die dag sloeg hij Gary Frazier in de tweede ronde van hun gevecht technisch knock-out (TKO).
Na zijn overwinning in zijn MMA-debuut versloeg Cormier zijn volgende vijf tegenstanders allemaal in de eerste ronde, dan wel middels een knock-out of technische knock-out, dan wel middels submissie (houdgreep of verwurging). Hij bouwde zijn staat van dienst verder uit tot vijftien overwinningen op rij met zeges op onder anderen voormalig UFC-kampioenen Josh Barnett en Frank Mir (allebei op basis van een unanieme jurybeslissing) en voormalig Strikefroce en Pride-kampioen Dan Henderson (middels submissie).

### Wereldtitel
Cormier vocht op 3 januari 2015 voor het eerst in zijn carrière om de UFC-wereldtitel, tegen de dan regerend kampioen Jon Jones. Hij verloor die dag op basis van een unanieme jurybeslissing. Het was voor Cormier de eerste nederlaag in zijn profcarrière. De UFC nam Jones in april niettemin zijn titel af naar aanleiding van een vluchtmisdrijf. Daardoor mocht Cormier in mei nogmaals om het zodoende vrijgekomen kampioenschap vechten, tegen Jones' beoogde volgende uitdager Anthony Johnson. Tijdens die wedstrijd nam Cormier zijn tegenstander in de derde ronde in een beslissende verwurging (rear-naked choke) en werd hij alsnog UFC-wereldkampioen lichtzwaargewicht.
Cormier verdedigde zijn wereldtitel voor het eerst in oktober 2015, tegen Alexander Gustafsson. Deze wedstrijd won hij op basis van een verdeelde jurybeslissing, de eerste in zijn MMA-carrière. Hij zou op 24 april 2016 vervolgens opnieuw zijn titel verdedigen in een rematch met Jones, voor wie dit veertien maanden na hun laatste ontmoeting zijn rentree zou worden. Cormier trok zich op 2 april 2016 echter terug vanwege een beenblessure. Nadat Jones die dag een vervangende tegenstander versloeg, werd de rematch tussen Cormier en hem opnieuw op het programma gezet voor 9 juli 2016. Ditmaal testte Jones twee dagen voor de partij positief op doping en werd hij daarom van de kaart gehaald. Cormier kreeg voormalig wereldkampioen middengewicht (tot 84 kilo) Anderson Silva als vervangende tegenstander, voor een gevecht waarin zijn titel niet op het spel stond. Cormier won middels unanieme jurybeslissing.
Cormier zou het in december 2016 opnieuw opnemen tegen Johnson, maar zegde af vanwege een blessure. De partij vond vervolgens plaats in april 2017. Cormier verdedigde zijn titel voor de tweede keer door Johnson net als in hun eerste ontmoeting uit te schakelen met een rear-naked choke, ditmaal in de tweede ronde.
Cormier nam het op 29 juli 2017 na 2,5 jaar opnieuw op tegen Jones. Die won ook hun tweede gevecht, nu door middel van een knock-out in de derde ronde. Jones kreeg Cormier aan het wankelen met een trap tegen het hoofd. Daarna werkte hij hem naar de grond en dook hij op hem. Cormier verdedigde zich vanuit die situatie dusdanig slecht tegen een serie stoten naar zijn hoofd, dat de scheidsrechter het gevecht beëindigde. Jones leek zijn titel terug te hebben, maar werd betrapt op dopinggebruik. Daarom werd de uitslag geschrapt en bleef Cormier kampioen.
Cormier verdedigde zijn titel in januari 2018 voor de derde keer. Hij versloeg Volkan Oezdemir na twee minuten in de tweede ronde van hun gevecht door middel van een technische knock-out. Nadat hij zijn tegenstander naar de grond werkte, deelde hij vanuit bovenliggende positie zo eenzijdig uit dat de scheidsrechter het gevecht beëindigde.

### UFC-kampioen lichtzwaar- én zwaargewicht
De UFC programmeerde op 7 juli 2018 een gevecht tussen kampioen lichtzwaargewicht Cormier en heersend kampioen zwaargewicht (93+ kilo) Stipe Miočić, uitgevochten in de klasse zwaargewicht. Cormier werd die dag de tweede MMA-vechter ooit met UFC-titels in meerdere gewichtsklassen tegelijkertijd, na Conor McGregor. Hij sloeg Miočić een halve minuut voor het einde van de eerste ronde tegen de grond en gaf hem al liggend nog vier stoten. Miočić verdedigde zich niet, waarop de scheidsrechter de partij beëindigde en Cormier ook het kampioenschap in het zwaargewicht achter zijn naam kreeg. Cormier verdedigde de zwaargewichttitel op 3 november 2018 voor het eerst. Hij versloeg die dag Derrick Lewis door hem halverwege de tweede ronde van hun partij te verwurgen (rear-naked choke). Cormier werd hiermee de eerste UFC-vechter ooit die erin slaagde titels te verdedigen in meerdere gewichtsklassen. De UFC besloot dat Cormier maar in één gewichtsklasse tegelijk kampioen kon blijven en wilde hem daarom op 29 december 2018 onttronen als titelverdediger in het lichtzwaargewicht. Diezelfde dag zouden Jon Jones en Alexander Gustafsson het tegen elkaar opnemen om te bepalen wie de nieuwe kampioen tot 93 kilo zou worden. Cormier wachtte dit niet af en deed op 28 december 2018 zelf afstand van zijn titel in het lichtzwaargewicht. Hij verklaarde dat hij liever de eer aan zichzelf hield dan dat hij zich de titel liet ontnemen, omdat dat zou impliceren dat hij iets verkeerd gedaan zou hebben.
Cormier nam het in augustus 2019 opnieuw op tegen Miočić. De rematch duurde vier ronden, waarin met name Cormier schade aanrichtte. Miočić kreeg hem in ronde vier wel aan het wankelen en bleef toen uithalen tot Cormier naar de grond ging. De scheidsrechter beëindigde het gevecht, waarmee Cormier ook zijn titel in het zwaargewicht kwijt was.

## Resultaten
| Resultaat  | Record | Tegenstander         | Methode                   | Wedstrijd                                       | Datum      | Ronde | Tijd | 'Noten ' |
| ---------- | ------ | -------------------- | ------------------------- | ----------------------------------------------- | ---------- | ----- | ---- | --- |
| Verlies    | 22–3   | Stipe Miočić         | Jurybeslissing (unaniem)  | UFC 252                                         | 15-8-2020  | 5     | 5.00 | Om titel UFC zwaargewicht |
| Verlies    | 22–2   | Stipe Miočić         | Technische knock-out      | UFC 241                                         | 17-8-2019  | 4     | 4.09 | Verlies titel UFC zwaargewicht |
| Winst      | 22–1   | Derrick Lewis        | Submissie                 | UFC 230                                         | 3-11-2018  | 2     | 2.14 | Verdediging titel UFC zwaargewicht |
| Winst      | 21–1   | Stipe Miocic         | Knock-out                 | UFC 226                                         | 7-7-2018   | 1     | 4.33 | Kampioen UFC zwaargewicht |
| Winst      | 20–1   | Volkan Oezdemir      | Technische knock-out      | UFC 220                                         | 20-1-2018  | 2     | 2.00 | Verdediging titel UFC lichtzwaargewicht |
| No contest | 19–1   | Jon Jones            | Uitslag geschrapt         | UFC 214                                         | 29-7-2017  | 3     | 3.01 | Titelgevecht UFC lichtzwaargewicht. In eerste instantie overwinning voor Jones (KO). Uitslag geschrapt na positieve dopingtest Jones. Titel terug naar Cormier. |
| Winst      | 19–1   | Anthony Johnson      | Submissie                 | UFC 210                                         | 8-4-2017   | 2     | 3.37 | Verdediging titel UFC lichtzwaargewicht |
| Winst      | 18–1   | Anderson Silva       | Jurybeslissing (unaniem)  | UFC 200                                         | 9-7-2016   | 3     | 5.00 | Non-titelgevecht |
| Winst      | 17–1   | Alexander Gustafsson | Jurybeslissing (verdeeld) | UFC 192                                         | 3-10-2015  | 5     | 5.00 | Verdediging titel UFC lichtzwaargewicht |
| Winst      | 16–1   | Anthony Johnson      | Submissie                 | UFC 187                                         | 23-5-2015  | 3     | 2.39 | Kampioen UFC lichtzwaargewicht |
| Verlies    | 15–1   | Jon Jones            | Jurybeslissing (unaniem)  | UFC 182                                         | 3-1-2015   | 5     | 5.00 | Om titel UFC lichtzwaargewicht |
| Winst      | 15–0   | Dan Henderson        | Technische submissie      | UFC 173                                         | 24-5- 2014 | 3     | 3.53 | |
| Winst      | 14–0   | Patrick Cummins      | Technische knock-out      | UFC 170                                         | 22-2-2014  | 1     | 1.19 | Debuut als lichtzwaargewicht |
| Winst      | 13–0   | Roy Nelson           | Jurybeslissing (unaniem)  | UFC 166                                         | 19-10-2013 | 3     | 5.00 | |
| Winst      | 12–0   | Frank Mir            | Jurybeslissing (unaniem)  | UFC on Fox: Henderson vs. Melendez              | 20-4-2013  | 3     | 5.00 | |
| Winst      | 11–0   | Dion Staring         | Technische knock-out      | Strikeforce: Marquardt vs. Saffiedine           | 12-1-2013  | 2     | 4.02 | |
| Winst      | 10–0   | Josh Barnett         | Jurybeslissing (unaniem)  | Strikeforce: Barnett vs. Cormier                | 19-5-2012  | 5     | 5.00 | Winnaar Strikeforce Heavyweight Grand Prix |
| Winst      | 9–0    | Antônio Silva        | Knock-out                 | Strikeforce: Barnett vs. Kharitonov             | 10-9-2011  | 1     | 3.56 | Strikeforce Heavyweight Grand Prix 1/2 finale |
| Winst      | 8–0    | Jeff Monson          | Jurybeslissing (unaniem)  | Strikeforce: Overeem vs. Werdum                 | 18-6-2011  | 3     | 5.00 | Strikeforce Heavyweight Grand Prix |
| Winst      | 7–0    | Devin Cole           | Jurybeslissing (unaniem)  | Strikeforce Challengers: Woodley vs. Saffiedine | 7-1-2011   | 3     | 5.00 | |
| Winst      | 6–0    | Soa Palelei          | Submissie                 | XMMA 3                                          | 5-11-2010  | 1     | 2.23 | Verdediging titel King of the Cage (KOTC) zwaargewicht |
| Winst      | 5–0    | Jason Riley          | Submissie                 | Strikeforce: Houston                            | 21-8-2010  | 1     | 1.02 | |
| Winst      | 4–0    | Tony Johnson         | Submissie                 | KOTC: Imminent Danger                           | 13-8-2010  | 1     | 2.27 | Kampioen KOTC zwaargewicht |
| Winst      | 3–0    | Lucas Browne         | Technische knock-out      | XMMA 2                                          | 31-7-2010  | 1     | 4.35 | Kampioen XMMA-zwaargewicht |
| Winst      | 2–0    | John Devine          | Knock-out                 | Strikeforce Challengers: Johnson vs. Mahe       | 26-3-2010  | 1     | 1.19 | |
| Winst      | 1–0    | Gary Frazier         | Technische knock-out      | Strikeforce Challengers: Kennedy vs. Cummings   | 25-9-2009  | 2     | 3.39 | |